# Brąz z Ascoli

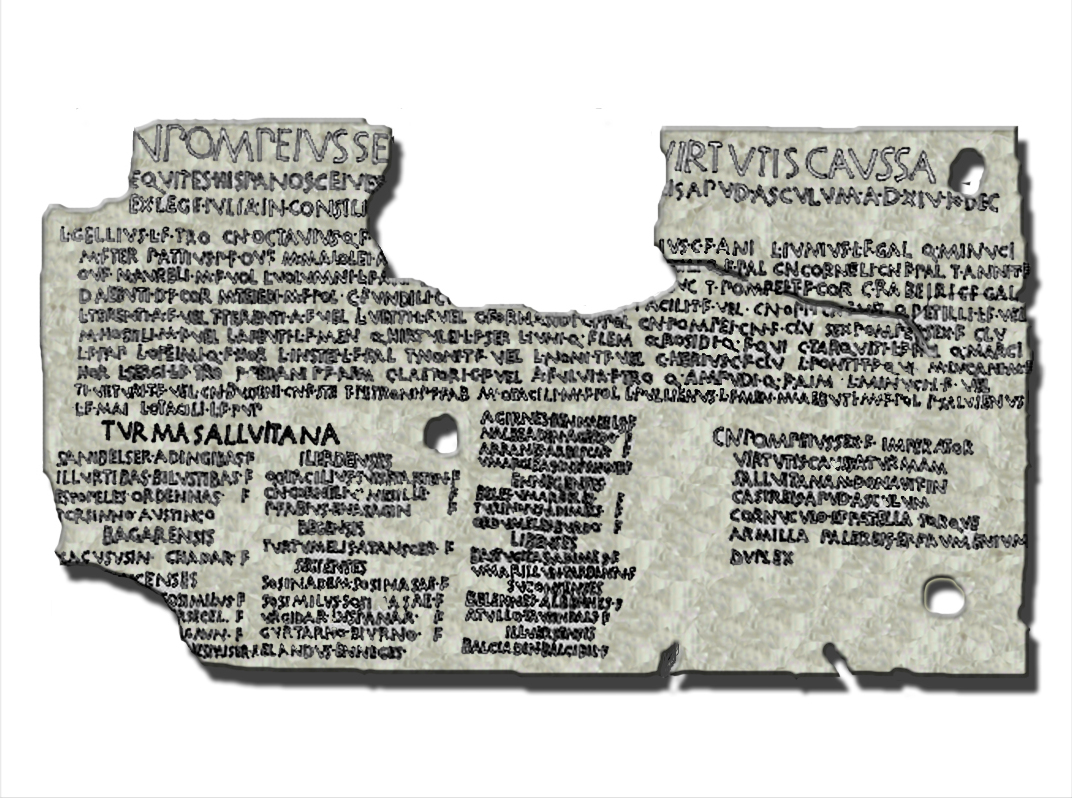
Tzw. brąz z Ascoli był swoistym pierwowzorem późniejszych dyplomów wojskowych

Brąz z Ascoli – rzymski dyplom wojskowy datowany na 89 rok p.n.e., przyznający za wierną służbę wojskową obywatelstwo rzymskie grupie ok. 30 kawalerzystów z Hispanii.

## Historia
Dokument w formie brązowej tablicy wystawiony został w czasie wojny ze sprzymierzeńcami (91–88 p.n.e.) w imieniu Gnejusza Pompejusza Strabona.
Żołnierze, którym Strabon przyznał obywatelstwo w myśl Lex Iulia, byli weteranami jednostki turma Salluitana, którzy odznaczyli się w bitwie pod Asculum (dzisiejsze Ascoli Piceno). Nadanie obywatelstwa nastąpiło jeszcze na polu bitwy (virtutis causa) i było formą odznaczenia za męstwo.
Tablicę odnaleziono podczas wykopalisk w Rzymie w dwóch fragmentach: pierwszy w 1908 roku, kolejny w 1910. Oba fragmenty zostały połączone w całość i złożone w Muzeum Kapitolińskim, gdzie eksponowane są do dzisiaj.